# Kormorán modrooký
Kormorán modrooký (Leucocarbo atriceps) je 70–78 cm velký druh vodního ptáka z čeledi kormoránovitých (Phalocrocoracidae).

## Výskyt a popis
Vyskytuje se ve skalních pobřežních regionech i na velkých vnitrozemních jezerech na samotném jihu Jižní Ameriky, několika subantarktických ostrovech a na Antarktickém poloostrově. Spodinu těla má čistě bílou, svrchu je převážně černý. Jiného zbarvení má pouze růžové končetiny, modrý kroužek kolem oka a žlutý hrbol u kořene zobáku. Na hlavě má také malou vztyčitelnou chocholku. Živí se malými rybami, korýši, mnohoštětinatci, plži a chobotnicemi. Hnízdí v koloniích, často společně s jinými vodními ptáky a je monogamní. Do hnízda z řas zpevněného blátem a exkrementy klade obvykle 2-3, občas až 5 vajec, na kterých sedí po dobu asi 5 týdnů oba rodiče.